# Lucas Necul
Lucas Misael Necul (Puerto Madryn, 21 agosto 1999) è un calciatore argentino, centrocampista del PAE Chania.

## Caratteristiche tecniche
È un trequartista.

## Carriera

### Club
Cresciuto nel settore giovanile dell'Arsenal Sarandí, ha esordito in prima squadra il 14 aprile 2018 disputando l'incontro di Superliga perso 3-0 contro il Belgrano.

### Nazionale
Nel 2019 ha vinto i Giochi Panamericani con la selezione olimpica argentina siglando anche una rete nella vittoria per 4-1 in finale contro l'Honduras.

## Statistiche
Statistiche aggiornate al 22 febbraio 2020.

### Presenze e reti nei club
| Stagione        | Squadra         | Campionato      | Campionato | Campionato | Coppe nazionali | Coppe nazionali | Coppe nazionali | Coppe continentali | Coppe continentali | Coppe continentali | Altre coppe | Altre coppe | Altre coppe | Totale | Totale | Totale |
| Stagione        | Squadra         | Comp            | Pres       | Reti       | Comp            | Pres            | Reti            | Comp               | Pres               | Reti               | Comp        | Pres        | Reti        | Pres   | Reti   |        |
| --------------- | --------------- | --------------- | ---------- | ---------- | --------------- | --------------- | --------------- | ------------------ | ------------------ | ------------------ | ----------- | ----------- | ----------- | ------ | ------ | ------ |
| 2017-2018       | Arsenal Sarandí | PD              | 3          | 0          | CA              | 1               | 0               |                    | -                  | -                  |             | -           | -           | 4      | 0      |        |
| 2018-2019       | Arsenal Sarandí | PN              | 19         | 1          | CA              | 1               | 0               |                    | -                  | -                  |             | -           | -           | 20     | 1      |        |
| 2019-2020       | Arsenal Sarandí | PD              | 3          | 0          | CA              | 0               | 0               |                    | -                  | -                  |             | -           | -           | 3      | 0      |        |
| Totale carriera | Totale carriera | Totale carriera | 25         | 1          |                 | 2               | 0               |                    | -                  | -                  |             | -           | -           | 27     | 1      |        |

## Palmarès

### Club

#### Competizioni nazionali
- Souper Ligka Ellada 2: 2

Athens Kallithea: 2023-2024 (gruppo B)
Kīfisias: 2024-2025 (gruppo B)

### Nazionale
- Giochi panamericani: 1

Lima 2019